# Aeroporto Internazionale di Montréal-Pierre Elliott Trudeau
L'Aeroporto Internazionale di Montréal-Pierre Elliott Trudeau (IATA: YUL, ICAO: CYUL) (in francese  Aéroport International Pierre-Elliott-Trudeau de Montréal, in inglese Montréal-Pierre Elliott Trudeau International Airport), già conosciuto come Aeroporto Internazionale di Montréal-Dorval, è un aeroporto canadese situato sull'isola di Montréal, a 20 km dal centro di Montréal. Prende il nome da Pierre Elliott Trudeau, ex Primo ministro del Canada nonché padre di Justin Trudeau, Premier canadese dal 2015 al 2025.  I terminal dell'aeroporto si trovano interamente sul territorio del comune di Dorval, mentre il quartier generale di Air Canada e una pista si trovano a Saint-Laurent, località nel comune di Montréal.